# Les Crane

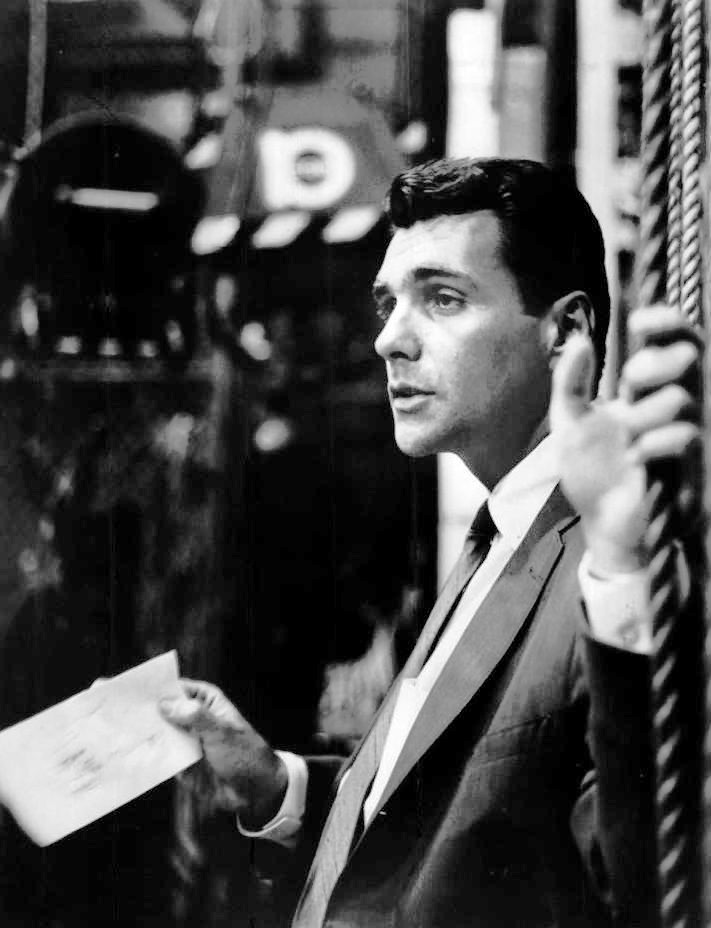
Les Crane, 1964

Les Crane (* 3. Dezember 1933 in Long Beach, New York oder in San Francisco; † 13. Juli 2008 in Greenbrae, Kalifornien; eigentlich Lesley Stein) war ein US-amerikanischer Radio- und Fernsehmoderator.

## Leben und Karriere

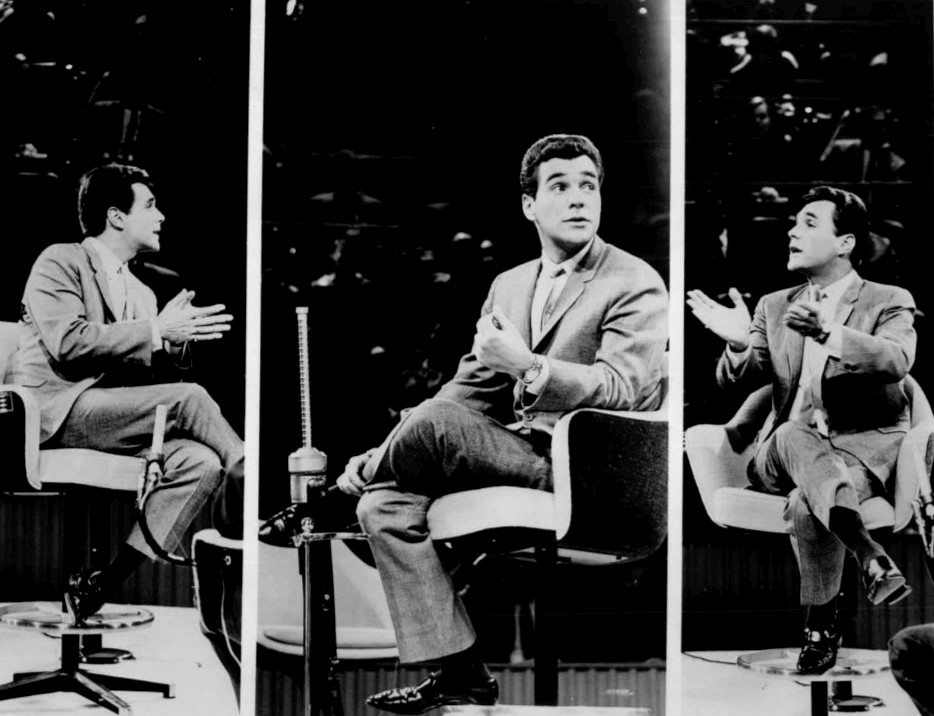
Les Crane in seiner Les Crane Show, 1964

Nach seinem Abschluss an der Tulane University in New Orleans war Lesley Stein vier Jahre bei der Air Force. Danach begann seine Karriere als Les Crane und Gastgeber von Radio- und Fernsehshows. Seine vom Sender ABC produzierte Night Line (später Les Crane Show) konnte sich gegen Johnny Carson letztlich nicht durchsetzen, obwohl Crane wichtige Impulse setzte. So führte er beispielsweise das erste Interview mit den Rolling Stones im amerikanischen Fernsehen. 1966 wirkte Crane in dem Film Mord aus zweiter Hand nach einem Buch von Norman Mailer mit. Phil Ochs erwähnt Crane in seinem Lied Love Me, I’m a Liberal.
Von 1966 bis 1974 war Crane in vierter Ehe mit der Sängerin Tina Louise verheiratet, mit der er eine Tochter, Caprice Crane (* 1974), hat, die heute als MTV-Produzentin und Schriftstellerin arbeitet.
1971 brachte Les Crane eine Schallplattenaufnahme des Max-Ehrmann-Gedichtes Desiderata heraus. Das Lied brachte es auf Platz 8 der US-Charts und Platz 7 der UK-Charts. In Deutschland erreichte Cranes Sprechgesang Platz 32, wobei als B-Seite eine deutschsprachige Version von Friedrich Schütter zu hören war. Crane wurde für diese Aufnahme mit einem Grammy ausgezeichnet.
In den 1980er-Jahren wechselte Crane die Branche und wurde Vorsitzender der Firma The Software Toolworks.